# Frai Manuel de Sada e Antillón
Frai Manuel de Sada e Antillón foi Vice-rei de Navarra. Exerceu o vice-reinado de Navarra entre 1753 e 1759. Antes dele o cargo foi exercido por Juan Buenaventura Gages Dumont. Seguiu-se-lhe Luis González de Albelda y Cayro.